# Майкл Сміт
Майкл Сміт (англ. Michael Smith; 26 квітня 1932, Блекпул, Велика Британія — 4 жовтня 2000, Ванкувер, Канада) — канадський біохімік англійського походження, лауреат Нобелівської премії з хімії 1993, яку він розділив з Кері Маллісом.

## Біографія і наукова робота
Майкл Сміт народився в англійському місті Блекпулі 26 квітня 1932. 1950 року вступив до Університету Манчестера, там же в 1956 році зробив дисертацію. Після захисту дисертації Сміт вирушив до університету Британської Колумбії в Ванкувері, де й працював усе життя аж до своєї кончини 2000 року. Сміт працював у галузі молекулярної біології, винайшов сайт-спрямований мутагенез, який надзвичайно широко використовують у сучасній біології. 1993 року він отримав за це Нобелівську премію з хімії.